# Diocesi di Pangkalpinang
La diocesi di Pangkalpinang (in latino Dioecesis Pangkalpinangensis) è una sede della Chiesa cattolica in Indonesia suffraganea dell'arcidiocesi di Palembang. Nel 2023 contava 58.009 battezzati su 3.549.899 abitanti. È retta dal vescovo Adrianus Sunarko, O.F.M.

## Territorio
La diocesi comprende per intero le province indonesiane di Bangka-Belitung e delle Isole Riau, e la reggenza di Indragiri Hilir nella provincia di Riau.
Sede vescovile è la città di Pangkal Pinang, dove si trova la cattedrale di San Giuseppe.
Il territorio è suddiviso in 18 parrocchie.

## Storia
La prefettura apostolica di Bangka e Biliton fu eretta il 27 dicembre 1923 con il breve Cum propagationi di papa Pio XI, ricavandone il territorio dalla prefettura apostolica di Sumatra (oggi arcidiocesi di Medan).
L'8 febbraio 1951 in virtù della bolla Si enascens di papa Pio XII la prefettura apostolica fu elevata a vicariato apostolico e assunse il nome di vicariato apostolico di Pangkal-Pinang.
Il 3 gennaio 1961 il vicariato apostolico fu elevato a diocesi con la bolla Quod Christus di papa Giovanni XXIII. Originariamente era suffraganea dell'arcidiocesi di Medan.
Il 1º luglio 2003 entrò a far parte della nuova provincia ecclesiastica dell'arcidiocesi di Palembang.
A partire dall'Annuario pontificio del 2019 è denominata con l'attuale grafia, lasciando immutato il nome latino.

## Cronotassi dei vescovi
Si omettono i periodi di sede vacante non superiori ai 2 anni o non storicamente accertati.
- Theodosius Jan J. Herckenrath, SS.CC. † (18 gennaio 1924 - 1928 dimesso)
- Vitus Bouma, SS.CC. † (29 maggio 1928 - 19 aprile 1945 deceduto)
  - Sede vacante (1945-1951)
- Nicolas Pierre van der Westen, SS.CC. † (8 febbraio 1951 - 11 novembre 1978 dimesso)
  - Sede vacante (1978-1987)
- Hilarius Moa Nurak, S.V.D. † (30 marzo 1987 - 29 aprile 2016 deceduto)[3]
- Adrianus Sunarko, O.F.M., dal 28 giugno 2017

## Statistiche
La diocesi nel 2023 su una popolazione di 3.549.899 persone contava 58.009 battezzati, corrispondenti all'1,6% del totale.
| anno | popolazione | popolazione | popolazione | presbiteri | presbiteri | presbiteri | presbiteri                | diaconi | religiosi | religiosi | parrocchie |
| anno | battezzati  | totale      | %           | numero     | secolari   | regolari   | battezzati per presbitero | diaconi | uomini    | donne     | parrocchie |
| ---- | ----------- | ----------- | ----------- | ---------- | ---------- | ---------- | ------------------------- | ------- | --------- | --------- | ---------- |
| 1950 | 2.150       | 466.720     | 0,5         | 18         | 1          | 17         | 119                       |         | 16        | 25        |            |
| 1970 | 11.055      | 785.000     | 1,4         | 18         | 1          | 17         | 614                       |         | 36        | 35        | 1          |
| 1980 | 14.143      | 964.803     | 1,5         | 16         | 2          | 14         | 883                       |         | 22        | 22        | 1          |
| 1990 | 20.265      | 1.148.888   | 1,8         | 18         | 3          | 15         | 1.125                     |         | 30        | 27        | 1          |
| 1999 | 28.106      | 1.659.762   | 1,7         | 26         | 19         | 7          | 1.081                     |         | 12        | 51        | 10         |
| 2000 | 28.034      | 1.730.394   | 1,6         | 29         | 21         | 8          | 966                       |         | 13        | 54        | 10         |
| 2001 | 30.441      | 1.898.048   | 1,6         | 25         | 18         | 7          | 1.217                     |         | 12        | 54        | 10         |
| 2002 | 33.385      | 2.013.524   | 1,7         | 30         | 19         | 11         | 1.112                     |         | 26        | 59        | 11         |
| 2003 | 34.726      | 1.694.762   | 2,0         | 35         | 22         | 13         | 992                       |         | 19        | 52        | 11         |
| 2004 | 35.505      | 1.848.989   | 1,9         | 37         | 27         | 10         | 959                       |         | 16        | 66        | 12         |
| 2010 | 49.100      | 2.335.000   | 2,1         | 61         | 49         | 12         | 804                       |         | 18        | 70        | 14         |
| 2016 | 58.090      | 3.345.856   | 1,7         | 63         | 48         | 15         | 922                       |         | 21        | 78        | 14         |
| 2019 | 55.421      | 3.495.000   | 1,6         | 77         | 56         | 21         | 719                       |         | 27        | 84        | 17         |
| 2020 | 58.237      | 3.460.226   | 1,7         | 76         | 56         | 20         | 766                       |         | 26        | 77        | 17         |
| 2021 | 59.140      | 3.697.876   | 1,6         | 78         | 57         | 21         | 758                       |         | 26        | 78        | 18         |
| 2023 | 58.009      | 3.549.899   | 1,6         | 77         | 56         | 21         | 753                       |         | 28        | 108       | 18         |